# Lost in Your Eyes
«Lost In Your Eyes» es una canción interpretada por la cantante estadounidense Debbie Gibson, incluida en su segundo álbum de estudio, Electric Youth (1989). La canción fue escrita por Gibson a finales de 1987 y publicada por Creative Bloc Music, Ltd. y él musical de Deborah Gibson a principios de 1988 (derechos ahora administrado por la Corporación de Ventas de Música (ASCSP)). Un acuerdo beta se ha realizado en la salida de la Vuelta Azul. Estuvo en las listas del Billboard Hot 100 superando a otros sencillos. Es considerado el sencillo más famoso de la estadounidense durante toda su carrera.
El sencillo fue lanzado en enero de 1989, logrando llegar al puesto número uno del Billboard Hot 100 Singles Chart permaneciendo en esa posición durante 3 semanas, convirtiéndose así en su sencillo más exitoso. Alcanzó también el Billboard Adult Contemporary estando en el puesto número tres.
Una variante mixta de la multipista original "Lost in Your Eyes" (Piano y Vocal Mix/ 3:34), sólo estaba disponible en Europa en la pista 3 del comunicado de CD3#A8970CD. La canción se menciona en su nombre por Kimya Dawson's, "Espeleología en" como alternativa preferida del cantante Unchained Melody".

## La versión de 2006
En el 2006, Gibson había reorganizado su canción con Tim y Ryan O'Neil para el álbum O'Neil Brothers, Someone You Love, donde el resultado Lost in Your Eyes (Acoustic Version) se convirtió en una pista del álbum.